# Neues aus Büttenwarder

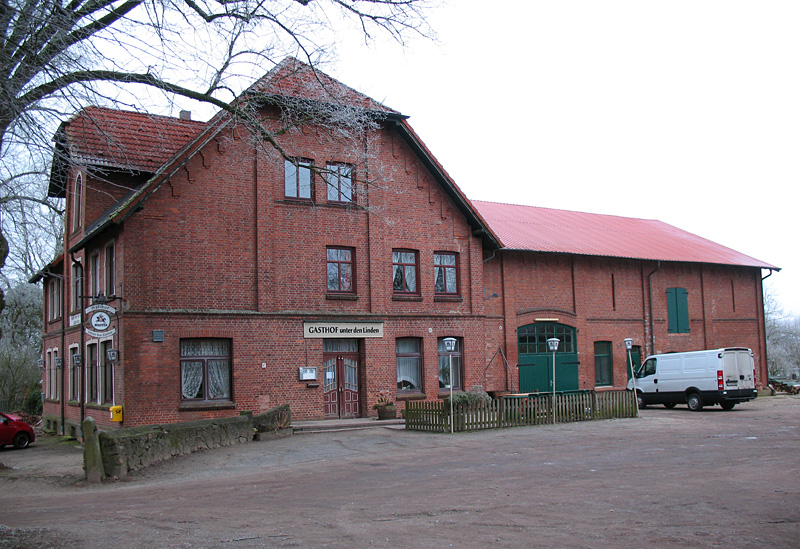
Gasthof unter den Linden in Grönwohld, in der Serie der Dorfkrug von Büttenwarder.

Neues aus Büttenwarder ist eine von 1997 bis 2021 produzierte Fernsehserie des Norddeutschen Rundfunks (NDR) von Norbert Eberlein. Sie spielt in dem fiktiven Dorf Büttenwarder im Kreis Stormarn in Schleswig-Holstein und ist ein Ableger der NDR-Serie Heimatgeschichten.

## Handlungsgerüst und Hauptrollen
Die Folgen von jeweils 24 bis 29 Minuten Länge sind zumeist in sich abgeschlossen, nur selten sind aufeinanderfolgende Episoden auch inhaltlich verbunden.
Im Mittelpunkt stehen die beiden Protagonisten Brakelmann und Adsche, beide als Bauern im Dorf tätig (wobei man sie nie arbeiten sieht). Häufig kommt am Anfang einer Folge eine Idee im Kontext des ruhigen Dorflebens auf, etwa eine neue Geschäftsidee, um schnell Geld zu verdienen, oder Maßnahmen zur Tourismusförderung. In der Umsetzung dieser Idee arbeiten die zwei „Freundfeinde“ zusammen oder gegeneinander (oder beides). Brakelmann ist dabei der pragmatisch-geschäftstüchtige Kopf, der allerdings seine Möglichkeiten vollkommen überschätzt, während der eher einfältige Adsche mit Mutterwitz aus Brakelmanns Ideen sein eigenes Süppchen kocht. Durch Ungeschick oder abstruse Ideen entsteht dabei viel Situationskomik.
Beide sind alleinstehend und haben keine unmittelbare Familie. Adsches nächster Verwandter ist Onkel Krischan, Brakelmanns ist Onkel Werner, der nicht in Büttenwarder, sondern in Düdersen, wohnt und nie persönlich erscheint. Seit ihrer gemeinsamen Jugendliebe Gerlinde scheinen beide keine Beziehungen eingegangen zu sein, der einzige erotische Aspekt ihres jeweiligen Lebens ist das gemeinsame Anschauen der Gymnastiksendung im TV in Brakelmanns Wohnung. Adsches Anwesen ist in der Serie nie zu sehen.
Brakelmann und Adsche besitzen gemeinsam ein altes Mofa, das sie abwechselnd zwei Tage lang nutzen. Dessen technische Defekte oder der bei Übergabe leere Tank geben oft Anlass für Streit. Beigelegt wird der Streit bei einem Gedeck im Dorfkrug, wo die Anschreibliste der zwei permanent klammen Protagonisten schon mehrere Bierdeckel füllt.
In der 62. Folge „Haggnschuss“ bekommt Brakelmann eine Schussverletzung im rechten Fuß. Ab da trägt er (sofern überhaupt beteiligt) einen dicken Verband am rechten Unterschenkel und bewegt sich kaum noch. Herumgefahren wird er von Adsche deshalb seit 2015 auf dem Brakomobil: Es ist ein Mofa-Anhänger, auf dessen Ladefläche ein Gartenstuhl notdürftig befestigt ist. So konnte der Darsteller in seinen letzten Lebensjahren, in denen er gesundheitlich stark beeinträchtigt und auf den Rollstuhl angewiesen war, weiterhin an der Serie beteiligt sein.
Die vier Finalfolgen (95–98) bilden eine zusammenhängende dramatische Fortsetzungsgeschichte, in der Brakelmanns Hof, auf dem Adsche seit Brakelmanns Tod lebt, davor gerettet werden muss, zusammen mit dem gesamten Dorf, von Griem verhökert zu werden.

## Running Gags
Wichtigster Running Gag ist der von Neid genährte Hass Büttenwarders auf den größeren und in jeder Hinsicht erfolgreicheren Nachbarort Klingsiehl, der jedoch häufig aufgesucht werden muss, etwa als Einkaufsquelle oder zuständiger Gerichtssitz. Dort erscheint auch die Lokalzeitung, der „Klingsiehler Landbote“. Griem, der zweite Bürgermeister Büttenwarders, ist zuvor in Klingsiehl politisch gescheitert und hält von Büttenwarder nicht viel.
Weitere Running Gags:
- Sobald das Mofa aufgeständert ins Bild kommt, fällt es meist um.
- Brakelmanns Scheunentor fällt bei fast jedem Öffnen oder auch ganz ohne Anlass nach außen aus den Angeln und bleibt dann liegen, man läuft einfach darüber hinweg.
- Lichtschalter in Brakelmanns Scheune erzeugen bei Betätigung einen Knall und Funkenregen.
- Brakelmanns Telefon funktioniert erst, wenn der Hörer auf die Tischfläche geschlagen wurde. Auch andere Elektrogeräte brauchen ähnliche Pflege.
- Alle vom Postboten zugestellten Briefe sind aufgerissen und er informiert den Empfänger mündlich über den Inhalt.[10] Zum Beispiel wurde in der 69. Folge „Topptach“ geschildert, dass ein rührender Brief von Gerlinde an Adsche sogar verloren geht, nachdem jeder im Postamt ihn erst lesen wollte.
- Nach Brakelmanns Tod hängt ein Bild von ihm an der Wand, das immer herunterfällt, wenn er sich ärgern würde.
- Muss auf Brakelmanns Hof jemand untergebracht werden, geschieht dies immer im Gästezimmer Hawaii – einem verwahrlosten Nebenraum der Diele voller Gerümpel mit Südseetapete an der Rückwand.
- Handelsgeschäfte haben ironisch-abwertende Namen, etwa der Baumarkt Lackmeier oder das Einkaufszentrum Wertfrei.

## Nebenrollen
Kuno Eggers
Kuno Eggers ist oft als Dritter an Aktionen oder Gesprächen beteiligt. Er arbeitet als Stallknecht auf dem Reithof in Büttenwarder. Mit seiner schuljungenhaften Art wirkt er jünger als die meisten anderen Charaktere, obwohl er ebenso alt ist, und bildet so einen Kontrast zur übrigen Dorfgemeinschaft. In der 78. Episode Klassentreffen ist sein 8. Geburtstag 45 Jahre her. Er ist großer Fan des seit dem 25. November 1977 gebenden Comic-Magazins Killerkralle, von dem es zehn Hefte und zwei Sonderausgaben gibt, das er oft liest und aus dem er sämtliche Lebensweisheiten bezieht. Kuno wohnt nicht nur bei seiner „Muddi“, sondern schläft sogar mit in ihrem Bett und hängt auch sonst sehr an ihr.
Shorty
Shorty ist Gastwirt im „Dorfkrug“, in der Serie alleinstehend, aber schon fünfmal verheiratet. Obwohl er den Protagonisten bei jeder Gelegenheit ihre hohen Zechschulden vorhält, greift er nur selten zu härteren Maßnahmen. Er ist intelligent und oft der einzige, der Schönbiehls Pläne durchschaut. In späteren Folgen ist er außerdem Hypochonder und leidet an allen möglichen eingebildeten Krankheiten, beispielsweise einer „Steißbeinverhärtung“. Das Telefon hinter seinem Tresen wird gern von allen genutzt, die kein eigenes haben.
Dr. Waldemar Schönbiehl
Dr. Waldemar Schönbiehl ist Notar und (bis Folge 63) erster Bürgermeister von Büttenwarder. Seine Versuche, wirtschaftlichen Aufschwung nach Büttenwarder zu holen, scheitern zu seinem Verzweifeln immer wieder an der Sturheit der Bewohner. Er fühlt sich intellektuell und gesellschaftlich der übrigen Bevölkerung weit überlegen und lässt sie das auch spüren, nutzt sein Amt auch immer wieder mal zu seinem eigenen Vorteil, doch seine Versuche, höhere Ämter zu erlangen, bleiben erfolglos. In Folge 63 gibt er sein Amt durch eigene Wahlmanipulation an seinen Mitbewerber Günther Griem ab. Er ist der Ehemann von Ingelore Schönbiehl, die standesamtliche Hochzeit fand am 8. August statt. Er hat einen Dackel, der Harald heißt.
Onkel Krischan
Onkel Krischan, Adsches Uronkel, wohnt im Seniorenheim Alte Eichen und ist in seinem hohen, etwas unklaren Alter (er feiert in Folge 58 seinen 106. Geburtstag, in Folge 76 ist er 105 Jahre alt) bereits etwas verwirrt, was sich darin äußert, dass er Kriegserinnerungen und Gegenwart nicht klar trennt. Adsche besucht ihn oft, aber meist nur aus Pflichtgefühl, bis die Konkurrenzsituation mit Jürgen Seute um die Rolle des Lieblings-Großneffen einsetzt.
Günther Griem
Günther Griem tritt erstmals als Großbauer in Folge 33 in Erscheinung, wo er eine Abschussprämie auf einen Wolf aussetzt. Später scheitert er als korrupter Bürgermeister in Klingsiehl und kandidiert schließlich in Büttenwarder gegen Schönbiehl, der ihm den Wahlsieg schenkt, da er dieses Amt als Bestrafung empfindet. Griem ist Geschäftsmann und fällt wiederholt durch schräge Immobiliengeschäfte auf. In den Finalfolgen versucht er, ganz Büttenwarder aufzukaufen und als militärisches Übungsgelände zu versilbern, scheitert jedoch und gibt das Amt in Folge 98 an Jürgen Seute ab.
Jürgen Seute
Jürgen Seute ist der angeheiratete Schwippschwager Adsches, dennoch blutsverwandt mit ihm, was der eine stets unterstreicht und der andere abstreitet. Er tritt erstmals auf, als sich Onkel Krischan nach 40 Jahren Schweigen eine Versöhnung zwischen ihm und Adsche gewünscht hat. Der Zwist dreht sich vordergründig um die Rechte an Onkel Krischans Erbe, doch trägt Jürgen Seute mit Adsche auch viel uralten Familienkrach aus. Er hält sich für einen Selfmademan voller Geschäftsideen, seine bisherige Karriere besteht jedoch nur aus Versagen. In Büttenwarder eröffnet er den lange geschlossenen Friseursalon Erika Primatzki neu und betreibt nebenbei auch jedes andere Geschäft, das Erfolg verspricht, der sich aber nur selten einstellt. In der 98. Folge wird er zum dritten Bürgermeister von Büttenwarder, als Nachfolger von Günther Griem, gewählt.
Manuel
Manuel tritt in Folge 72 Oh! als Kind erstmals auf. Er kommt aus Hamburg und ist der Sohn von Gerlindes Tochter. Welcher der „Freundfeinde“ sein Opa ist, bleibt bis kurz vor Schluss unklar. Er betrachtet beide als Opas, fühlt sich auf Brakelmanns Hof und in Büttenwarder allgemein wie im Paradies, verbringt seine Ferien regelmäßig dort und übernimmt sogar bereitwillig alle Arbeiten, die sie ihm auftragen. Er freundet sich mit Fiona an, der Tochter der Investorin Heidi Merz, die in Folge 76 Jopp Büttenwarder über den Tisch zu ziehen versucht.

## Welt von Büttenwarder

### Spielzeit
Ein Witz der Serie besteht in der Kollision zweier Zeitebenen. Für Büttenwarder selbst ist die Zeit etwa in den 1960er-Jahren stehengeblieben: Der Dorfpolizist fährt einen grün-weißen VW Käfer, den er am 30. Oktober 1975 erhalten hat. Sein Dienstfahrzeug hat 34 PS, kann 137 km/h fahren und hat das Kennzeichen OD 1234. Auch die Traktoren der Landwirte entstammen der jeweiligen Zeit, neuere Fahrzeuge sieht man selten. Brakelmanns Trecker ist ein Fendt von 1958, sein Telefon ist ein schwarzes W 48, dessen Hörer gewohnheitsmäßig immer erst auf die Tischfläche geschlagen wird, damit es funktioniert; sein Radio ist ein entsprechend altes Röhrengerät. Der einzige Internetzugang des Dorfes, welcher im Friseursalon steht und in der 82. Folge WeWeWe zu sehen ist, besteht zwar aus einem modernen PC, der aber an einen alten Röhrenmonitor angeschlossen ist und einen umgebauten C64 als Tastatur besitzt. Dass die Serie dennoch zur aktuellen Veröffentlichungszeit spielt, zeigt sich nur in der Außenwelt, wenn etwa Besucher mit aktueller Kleidung und entsprechender technischer Ausstattung in das Dorf kommen. In der 54. Folge Apparillo gewinnt Brakelmann einen intelligenten programmierbaren Flachbildfernseher, für dessen Bedienung ihm jegliches Verständnis fehlt.

### Bildung
Anfangs wurde die Serie dafür kritisiert, Landwirte generell als ungebildete, wenn auch gewitzte Menschen darzustellen. So entwickeln die zwei Hauptdarsteller zwar etliche Geschäftsideen, scheitern aber regelmäßig an den Erwartungen ihrer Umwelt oder an der Unkenntnis rechtlicher Vorgaben wie Konzessionen oder Versicherungen. Ihre Selbstüberschätzung zeigt sich auch in der Verwendung von Begriffen einer überzogenen Sprachebene, so wird etwa finanzieller Erfolg konsequent als „Nennwert“ bezeichnet, Geld als „Barmittel“, Brakelmann nennt seine heruntergekommene Wohnung sein „Ambiente“ und sein Grundstück „Terräng“ (so geschrieben). In der 25. Folge Dorfschule versucht Bürgermeister Schönbiehl erfolglos, einige seiner Einwohner bis zum nachträglichen Hauptschulabschluss zu bringen, um dafür Prämien zu kassieren.

### Geschichte
Um 1230 wurde in Büttenwarder eine Feldsteinkirche erbaut. Die Fertigstellung fand am 17. September 1228 statt.
Die Klingsiehler wollten die Göbengarster Marsch annektieren, weswegen sie im Frühjahr 1401 nach Büttenwarder marschierten. Am 1. Juli 1401 fand deswegen die Schlacht um die Göbengarster Marsch statt. Heute gehört dieses Land zu Klingsiehl. In der 3. Folge Bildungsschock (600 Jahre danach) wird dies durch eine Aussage von Brakelmann angespielt.
Im 19. Jahrhundert wurde der ehemalige Holzturm der Kirche durch einen neogotischen Backsteinturm ersetzt. Am 23. September 1938 komponierte Onkel Krischan die Haarmonie. Ein 18 Meter breiter und 2,50 Meter tiefer Bombenkrater, der am 3. April 1945 entstanden ist und sich in der Boddenbeeker Brache befindet, erinnert noch heute an die Schrecken des Zweiten Weltkriegs. Von 1960 bis 1980 gab es in Büttenwarder eine Dorfschule, die am 6. Juni 1971 feierlich geschlossen wurde, sowie von 1971 bis 2002 eine Telefonzelle. Die Bewohner Büttenwarders leben auch heute noch im Wesentlichen von der Landwirtschaft.

### Kultur

#### Sport
In Büttenwarder wurde in der 13. Folge Staatsbesuch die Sportart Dödeln gespielt. Dieses Spiel wurde als Vorführung für die chinesische Delegation erfunden. Es wird mit einer Sellerieknolle, einem Eimer und Knüppeln gespielt. Außerdem wurde in der 11. Folge Glücksspielhölle die Glücksspiele Kuhfladen-Roulette und Ziegenlotto gespielt.

#### Feiertage
Karneval (Folge 17), Ostern (Folge 35), Vatertag (Folge 22), Weihnachten (Folge 19) und Silvester (Folge 20) sind besondere Feiertage in Büttenwarder.

### Lage
Büttenwarder liegt südöstlich von dem Wald Boddenbeeker Brache, südlich vom Nachbarort Klingsiehl und westlich von Glockenstedt. Im Südwesten des Ortes liegt der Drahtteich. Im Mittelpunkt des Ortes liegt der Dorfteich. Im Südosten des Dorfes fließt der Bach Dohle. Am Dohle-Ufer liegt die Dulder Au. Außerdem liegen die Orte Barsinghausen und Düdersen in der Nähe von Büttenwarder. Die Koordinaten von Büttenwarder sind: N 53° 38' 45.654" E 10° 24' 31.453".

### Gebäude
In Büttenwarder gibt es neben einer Feldsteinkirche und dem Gasthof Dorfkrug, der am 19. Februar 1891 eröffnet wurde, auch ein Rathaus, in dem der Bürgermeister wohnt, und einen Reiterhof, auf dem Kuno als Stallknecht arbeitet, zusammen mit einem Reitplatz. Das Rathaus war bis 2015 auch Notarkanzlei und Bienenzüchterstation der Familie Schönbiehl. In der 86. Folge Memory soll aus dem Erdgeschoss der Villa eine Alters-WG entstehen. Außerdem gibt es noch das Seniorenheim Alte Eichen und den Friseursalon Erika Primatzki von Jürgen Seute. In der Nähe der Boddenbeeker Brache liegt der Hof Brakelmann, denn in der 16. Folge Verschollen haben sich Adsche und Brakelmann einige Meter von Brakelmanns Hof in diesem Wald verlaufen. Östlich des Dorfes liegt der Hof Tönnsen. Diese beiden Höfe sind die ältesten noch existierenden und zugleich auch die baufälligsten Gebäude in Büttenwarder.

## Besetzung
In den Hauptrollen agieren Jan Fedder (bis zu seinem Tod im Jahr 2019) als Bauer Kurt Brakelmann und Peter Heinrich Brix als Bauer Arthur „Adsche“ Tönnsen, die auch als Darsteller der Serie Großstadtrevier bekannt sind. Weitere Akteure sind Axel Olsson als Gastwirt Shorty und Sven Walser als Stallknecht Kuno Eggers, bis 2015 auch Günter Kütemeyer als Notar und Bürgermeister Dr. Waldemar Schönbiehl, der sich selbst als Einziger Gebildete im Dorf definiert.
| Schauspieler               | Figur                              | Episoden                                                               | Bemerkungen |
| -------------------------- | ---------------------------------- | ---------------------------------------------------------------------- | --- |
| Jan Fedder                 | Kurt Brakelmann †                  | 1–47, 50–67, 71–73, 75–78, 83–84, 86–87, 92                            | * 17. März 1958; Bauer, „Freundfeind“ von Adsche |
| Peter Heinrich Brix        | Arthur „Adsche“ Tönnsen            | alle                                                                   | * 24. Juni 1959; Bauer, „Freundfeind“ von Brakelmann |
| Günter Kütemeyer           | Dr. Waldemar Schönbiehl            | 1–65                                                                   | * 6. Dezember; Notar und erster Bürgermeister von Büttenwarder (vom 2. März 1962 bis 2015), gibt sein Amt in Folge 63 freiwillig an Günther Griem ab.                    |
| Axel Olsson                | „Shorty“                           | alle                                                                   | * 27. November 1955; Wirt im Dorfkrug Unter den Linden |
| Sven Walser                | Kuno Eggers                        | alle                                                                   | * 19. April 1964; Stallknecht |
| Harald Maack               | Erich                              | 2, 5                                                                   | Bauer in Büttenwarder |
| Heike Falkenberg           | Henrike Kümmersen                  | 6                                                                      | Hoferbin |
| Bernhard Petersen          | Charly                             | 9                                                                      | Postbote |
| Uwe Rohde                  | Peter                              | 9–91                                                                   | * 17. April 1958; Dorfpolizist |
| Hans Kahlert               | Christian „Onkel Krischan“ Tönnsen | 12–94, 95–98 (Stimme)                                                  | * 8. Januar; Uronkel von Adsche, Bewohner des Seniorenheims Alte Eichen, stellvertretender Bürgermeister Reichsmarschall von Büttenwarder (seit 1963), Dorfältester      |
| Fiona Coors                | Birthe Klackendohm                 | 13                                                                     | Schönbiehls Schwiegertochter, Chinesisch-Dolmetscherin |
| Oliver Hörner              | Heinz-Peter Döpfmann               | 14                                                                     | TV-Journalist mit Schwerpunkt „Wirtschaft“ |
| Peter Jordan               | Horst Höpfner                      | 15                                                                     | Versicherungsangestellter |
| Jens Peter Brose           | Charly                             | 15, 28, 35, 69, 75, 79                                                 | Postbote |
| Sönke Korries              | Arno                               | 15, 25, 30, 56–57, 60, 63, 67                                          | Bauer in Büttenwarder |
| Hannes Stelzer             | Hans-Adolf Buschbohm               | 18                                                                     | Bewohner des Seniorenheims Alte Eichen |
| Veit Stübner               | Dr. Rufus Kloppstedt               | 21, 22                                                                 | Arzt im weitesten Sinne |
| Till Huster                | Klaus-Uwe                          | 25                                                                     | Bauer in Büttenwarder |
| Till Huster                | Brakelhase                         | 35                                                                     | |
| Till Huster                | Eggi                               | 56–57, 60, 63, 64, 67, 76, 82                                          | Bauer in Büttenwarder |
| Hendrik von Bültzingslöwen | Heinzi                             | 25, 30, 40, 56, 57, 60, 63–67, 69, 71, 74–77, 79, 81, 83–84, 88–90, 93 | Bauer in Büttenwarder und Teilzeitstudent |
| Matthias Buss              | Onkel Werner                       | 28                                                                     | Brakelmanns Onkel aus Düdersen |
| Michael Kessler            | Markus Schnuck                     | 42                                                                     | Großstadtmensch, will sich in Büttenwarder niederlassen. |
| Stephan Bieker             | Martin Meyer-Schönbiehl            | 45, 48–50, 53                                                          | Schönbiehls Neffe, Student, fein gekleidet und zu jeder Art von Kopf- oder Handarbeit vollkommen unfähig.                                                                |
| Renate Delfs               | Amanda                             | 46, 79                                                                 | Onkel Krischans Jugendliebe |
| Jürgen Uter                | Günther Griem                      | 56–57, 60, 63–98                                                       | Großbauer, Klingsiehls „stinkreicher“ und korrupter Bürgermeister, von Folge 63 bis Folge 98 zweiter Bürgermeister von Büttenwarder.                                     |
| Dirk Martens               | Jürgen Seute                       | 58, 64–98                                                              | angeheirateter Schwippschwager Adsches, ab Folge 64 als (schlechter) Friseur in Büttenwarder tätig. Wird in Folge 98 zum dritten Bürgermeister von Büttenwarder gewählt. |
| Amina Traore               | Laini                              | 65, 67, 69, 81, 84, 86, 88–90, 93                                      | Heinzis Freundin |
| Leonard Seyd               | Manuel                             | 72, 76, 82, 87, 95                                                     | * 7. Februar; Sohn von Gerlindes Tochter |
| Andrea Lüdke               | Heidi Merz                         | 76                                                                     | Unternehmerin, will die Dörfler mit Knebelverträgen kaufen. |
| Lotte Tscharntke           | Fiona Merz                         | 76, 87                                                                 | mutige Tochter von Heidi Merz, wird Manuels Freundin |
| Ralph Herforth             | Fritz Tönnsen                      | 77                                                                     | zwielichtiger Sternekoch, der nebenbei Drogen produziert |
| Axel Milberg               | Hajo Narkmeyer                     | 80–82, 88, 90, 93                                                      | Bauer, Bekannter aus Adsches Jugend |
| Zoe Holch                  | Fine                               | 80, 88, 90, 93–94, 96, 98                                              | Hajo Narkmeyers 7-jährige Tochter, vorlaut und gewitzt |
| Sabine Urig                | Daggi                              | 81, 92, 96–97                                                          | Dorfpolizistin, Peters Frau |
| Christoph Finger           | Charly                             | 86–87, 94                                                              | Postboten-Vertretung |
| Anica Dobra                | Gerlinde Kötenbröck                | 87                                                                     | Adsches und Brakelmanns Jugendliebe sowie Adsches unsterblicher Traum |
| Lena Schmidtke             | Karla Altmann                      | 91, 94                                                                 | Zimmermannsgesellin, hat das Grundstück von Adsches Geburtshaus gepachtet.                                                                                               |
| Suzanne von Borsody        | Ylvie Tönnsen                      | 94, 96–98                                                              | Adsches Schwester |

## Episoden
Die Fernsehserie umfasst insgesamt 15 Staffeln mit 98 Episoden, 2 Doppelepisoden, 19 Dokumentationen und 6 Specials.

### Dokumentationen und Specials (Auswahl)

#### Talentsuche
Zur weiteren Steigerung der Zuschauerbindung veranstaltete der NDR Anfang 2010 ein Casting über YouTube. Dort konnten die Teilnehmer eigens gedrehte Videos mit ihren ganz speziellen Talenten einsenden. Über 330 Videoeinsendungen erreichten den NDR. Die 20 besten Videos wurden durch eine Jury ausgewählt und standen zur Abstimmung bereit. Nach der Abstimmung fand ein finales Casting mit fünf Verbliebenen im Dorfkrug statt. Der Gewinner erhielt eine Gastrolle in der Folge War wohl Mord. Beim Casting wurde von Jan Fedder spontan ein weiterer Gastauftritt für den zweiten Sieger vergeben. 2010 wurden die Dokumentationen zur Talensuche Die besten Talente für Büttenwarder und Dein Talent in Büttenwarder veröffentlicht.

#### 15 JahreNeues aus Büttenwarder
Im Rahmen der Feierlichkeiten zum 15. Geburtstag tourte die Serie mit einer eigens dafür konzipierten Kinorolle durch vier norddeutsche Städte. Im Kino waren die Folgen Schmerzensgeld (Folge 15), Guten Appetit (Folge 34) und Schafwölkchen (Folge 46), sowie Ausschnitte der Doku 15 Jahre – 15 Fragen zu sehen.

#### Brixi – mich gibt’s nur zweimal
Aus Anlass des 60. Geburtstags von Peter Heinrich Brix entstand 2015 diese kleine Sonderfolge, in der Brix in einem Tagtraum selbst zum Set fährt, dort jedoch von allen Dörflern, auf die er trifft, für einen Fremden gehalten wird – selbst von dem von ihm selbst dargestellten Adsche Tönnsen, mit dem er sich eine Zeitlang unterhält. Im Gespräch ergeben sich einige Hintergrundinformationen.

### Büttenwarder in anderen Serien

#### Treckerfahrer dürfen das!
In der neunten Folge des deutschen Doku-Soaps Treckerfahrer dürfen das! fährt Moderator Sven Tietzer u. a. nach Büttenwarder. Dort trifft er Peter, den Dorfpolizisten von Büttenwarder, der in der Serie von Uwe Rohde gespielt wurde.

## Produktion
Gedreht wurde die Serie im Kreis Stormarn (Schleswig-Holstein) in den Orten Granderheide und Grönwohld und Umgebung. Die Gaststätte Unter den Linden, in der Serie Dorfkrug genannt, steht in Grönwohld (♁) und bietet auch Lütt un Lütt, das Standardgetränk der Serie. Nicht weit davon, in Granderheide, liegt der Drehort für Brakelmanns Hof (♁). Er ist privater Wohnsitz.
Seit der 63. Folge wurde auch in dem Ort Grove im Kreis Herzogtum Lauenburg gedreht. Als Friseursalon Erika Primatzki wurde der Gemeinschaftsraum der Freiwilligen Feuerwehr in der Alten Dorfschule hergerichtet. Weitere Außenaufnahmen wurden in Grove gedreht. Eine NDR-Dokumentation Frisch geföhnt wurde dazu erstellt und 2015 erstmals ausgestrahlt.
Nach dem Tod Jan Fedders 2019, der in Folge 92 Der Tod ist ein sturer Arsch thematisiert wird, entschloss sich Peter Heinrich Brix zum Ausstieg. Daraufhin wurde von Produktion und Sender entschieden, die Serie einzustellen. Die vier Finalfolgen wurden zum Jahresende 2021 ausgestrahlt.

## Büttenwarder op Platt
Die einzelnen Folgen wurden zunächst alle auf Hochdeutsch produziert und anschließend seit 2003 im Studio von den Originaldarstellern nochmals auf Plattdeutsch synchronisiert. Ins Niederdeutsche übersetzt wurden sie von Peter Nissen und Hartmut Cyriacks. Ausgestrahlt wurde meist zuerst die hochdeutsche, dann ein Jahr später die plattdeutsche Version.

## Fernsehausstrahlungen und DVD-Veröffentlichungen

### TV
Die chronologisch erste Episode UFOs über Büttenwarder wurde am 26. Dezember 1997 vom NDR Fernsehen im Rahmen von Heimatgeschichten, eine seit Anfang der 1990er Jahre laufende Reihe, ab 22:25 Uhr im NDR gezeigt. Zwei Jahre später, am 26. Dezember 1999, liefen abends zwei weitere neue Episoden, Liebesnacht in Büttenwarder und Wahlkampf in Büttenwarder, ebenfalls in Heimatgeschichten als „Norddeutsche Bauerngeschichten“.
Diese drei ältesten Folgen wurden – allerdings nicht in chronologischer Reihenfolge – mit fünf neu produzierten Folgen unter dem Serientitel Neues aus Büttenwarder zur ersten Staffel zusammengestellt, die ab dem 16. Januar 2001 wöchentlich dienstags im Ersten ausgestrahlt wurden. Weitere Folgen kamen ab 2004 in unregelmäßigen Abständen hinzu. Als eigene Serie im ARD-Hauptabendprogramm erwies sich die Sehbeteiligung jedoch als zu gering; Wiederholungen auf N3 dagegen waren sehr erfolgreich.
Insgesamt besteht Neues aus Büttenwarder aus 98 Folgen. Die letzten Episoden wurden über die Weihnachtsfeiertage 2021 gesendet. Vom 8. Januar 2022 bis zum 17. Februar 2024 fand eine wöchentliche Neuausstrahlung der Folgen 1 bis 74 der Serie jeweils samstags um 17:35 Uhr im NDR-Fernsehen. Seit dem 24. Februar 2024 findet eine weitere Neuausstrahlung (beginnend mit der 1. Folge), ebenfalls um 17:35 Uhr (bzw. seit dem 24. August 2024 um 16:45 Uhr oder 16:50 Uhr), statt.
Die jahreszeitbezogenen Folgen wie Karneval, Ostern, Vatertag, Weihnachten und Silvester werden jährlich zur entsprechenden Zeit neu ausgestrahlt. Außerdem werden in jedem Jahr zwischen dem Heiligabend und dem Neujahrstag verschiedene Folgen ausgestrahlt.

### Ton- und Bildträger
Seit dem 28. September 2006 erschienen nach und nach alle Episoden auch auf DVD (73 Folgen zuzüglich Bonusmaterial wie Dokumentationen, Specials usw. auf 22 DVDs). Die DVD-Ausgaben enthalten beide Sprachversionen und sind seit dem 7. Dezember 2012 auch als Box mit 14 DVDs erhältlich. Insgesamt gibt es 15 DVDs, auf denen alle 98 Folgen staffelweise in beiden Sprachversionen zusammen mit Bonusmaterial, wie alle Dokumentationen, Specials und weiteren kurzen Videos, enthalten ist.
Seit 2011 werden für die Folgen auch Hörfilmfassungen hergestellt und gesendet. 2015 erhielt das Videoalbum Neues aus Büttenwarder eine Goldene Schallplatte (Deutschland: Comedy-Award).

## Hörspiele
Seit 2021 gibt es insgesamt sechs Hörspiele von Neues aus Büttenwarder: Gerlinde, War wohl Mord, Topptach (alle Dezember 2021); Schafwölkchen, Oh! und Schnupfi (alle Dezember 2022).

## Sonstiges
Am 31. August 2018 wurde in Grönwohld der „Verein zur Pflege und Bewahrung Büttenwarder Brauchtums e. V.“ gegründet.
Auf der Internetseite des Kreises Stormarn wird Büttenwarder als 56. Gemeinde des Kreises, die am 26. Dezember 1997 gegründet wurde, bezeichnet und hat die Postleitzahl 22999. Die Adresse des Verwaltungssitzes lautet Dorfstraße 1, 22999 Büttenwarder. In Folge 97 lautet die Adresse von Brakelmanns Hof hingegen Op’n Braach 11, 22956 Büttenwarder.
Die Fahrzeuge aus Büttenwarder haben das Kfz-Kennzeichen vom Kreis Stormarn (OD).
In Norddeutschland bieten verschiedene Busunternehmen und Organisationen Tagesausflüge nach Büttenwarder an.